# Jan Wouters
Jan Jacobus Wouters, nizozemski nogometaš in trener, * 17. julij 1960, Utrecht, Nizozemska.
Wouters je bil vezni igralec, ki je igral za FC Utrecht, PSV Eindhoven, Bayern München ter nizozemsko nogometno reprezentanco (70 nastopov in 4 goli). Bil je eden pomembnejših igralcev v reprezentanci, ki je zmagala na Evropskem prvenstvu v nogometu 1988.
Med letoma 1998 in 2000 je bil trener Ajax Amsterdam, nato pa do konca sezone 2005/06 trener škotskega kluba Rangers.